# Парканій Іван
Іва́н Фе́дорович Парканій (1 січня 1896, с. Тересова, тепер с. Тарасівка Тячівський район, Закарпатська область — 23 грудня 1997, Прага, Чехія) — юрист, урядовий службовець та громадський діяч в Чехословаччині.

## Життєпис
Іван Парканій народився 1 січня 1896 року у селі Тересова (нині — Тарасівка, Україна).
Іван Парканій навчався в Берегівській та Мукачівській гімназіях. 1918 року закінчив юридичний факультет Будапештського університету (доктор права). Після розпаду Австро-Угорщини та приєднання Підкарпатської Русі до Чехословаччини він повернувся на батьківщину і працював у новій державній адміністрації в Хусті (1919—1920), Мукачевому (1920—1921) та протягом короткого часу у 1921 році — головою округу з центром у селі Довге. Того ж року його було переведено до Праги для праці в канцелярії президії центрального уряду. Потім від 1924 року працював консультантом президента з питань Підкарпатської Русі. На цій посаді він перебував до 1939 року — протягом президентства Томаша Г. Масарика, Едварда Бенеша та Еміла Гахи.
У період політичної кризи після Мюнхенської угоди 1938 року державна структура країни була змінена, й Іван Парканій був 4 жовтня 1938 року призначений міністром з питань Підкарпатської Русі. Він вів переговори від імені чехословацької влади про надання повної автономії Підкарпатській Русі. Під час цих переговорів губернатор Підкарпатської Русі Костянтин Грабар був зміщений зі своєї посади і на його місце 9 жовтня 1938 року було призначено Івана Парканія. Коли автономний уряд був створений на Підкарпатській Русі, його прем'єр Андрій Бродій змусив Івана Парканія піти з посади губернатора та прийняти міністерський портфель в підкарпатському уряді, Іван Парканій не погодився, подав заяву про відставку як губернатор (не прийняту празьким урядом аж до 4 листопада) і 14 жовтня повернувся на колишню посаду радника президента. Коли у березні 1939 року нацистами було окуповано західну частину Чехословаччини та створено Протекторат Богемії і Моравії в складі німецького Третього Рейху, Іван Парканій пішов з посади радника офісу «державного президента». Наприкінці Другої світової війни він повернувся до президентського офісу Едварда Бенеша та комуніста Климента Готвальда, де працював аж до виходу на пенсію у 1952 році.
Протягом довгих років перебування в Празі Іван Парканій завжди підтримував інтерес до долі свого рідного Закарпаття та своїх земляків. Він був відомий як благодійник багатьох студентів-русинів, що навчалися в університетах Праги, відігравав активну роль у консолідації греко-католицької церкви на чеських землях (дочірня церква МГКЄ), включаючи заснування в 1931 році парафії в центрі міста у комплексі «Клементиніум», де нині розташована резиденція греко-католицького екзарха Чеської Республіки.
За діяльність у справах релігії папа Пій XI нагородив Івана Парканія Орденом св. Сильвестра (1918) та лицарським званням.
Іван Парканій був забутий у комуністичні часи, поки його не «згадали» молоді чеські журналісти після революції 1989 року. В останнє десятиліття свого сторічного життя він став об'єктом численних інтерв'ю та статей, які підносили його як політика іншої доби.
Іван Парканій помер у Празі, похований у празькому кафедральному соборі св. Климента